# Helina fallax
Helina fallax este o specie de muște din genul Helina, familia Muscidae. A fost descrisă pentru prima dată de Stein în anul 1911.
Este endemică în Peru. Conform Catalogue of Life specia Helina fallax nu are subspecii cunoscute.